# Bjørnegletscher
Bjørnegletscher är en glaciär i Grönland (Kungariket Danmark). Den ligger i den nordöstra delen av Grönland, 2 100 km nordost om huvudstaden Nuuk. Bjørnegletscher ligger 918 meter över havet.
Terrängen runt Bjørnegletscher är kuperad.  Trakten runt Bjørnegletscher är nära nog obefolkad, med mindre än två invånare per kvadratkilometer. Det finns inga samhällen i närheten. Trakten runt Bjørnegletscher är permanent täckt av is och snö.